# Visión de Reforma
Visión de Reforma (改革結集の会 Kaikaku Kesshū no Kai?, lit. "Asamblea de la Reforma") fue un partido político de Japón formado en noviembre de 2015 por el exministro de ambiente Sakihito Ozawa tras la gran escisión del Partido de la Innovación (PI) entre agosto y octubre de 2015 por la facción rival de Osaka que fundó el partido Iniciativas desde Osaka.
Luego de la partición, algunos miembros restantes decidieron también salir del PI debido a roces con el líder Yorihisa Matsuno, y así una facción de cinco diputados que renunciaron formaron y registraron oficialmente Visión de Reforma el 21 de diciembre de 2015.
El 22 de marzo de 2016 se anunció la disolución de la formación, cuando cuatro de los diputados deciden sumarse al nuevo Partido Democrático, mientras que el diputado Sakihito Ozawa decide unirse a Iniciativas desde Osaka.